# Apocalypse Bébé
Apocalypse Bébé est un roman de Virginie Despentes paru le 10 août 2010 aux éditions Grasset.
Le roman parle de Lucie, une femme un peu paumée, qui mène une enquête sur la disparition d’une adolescente, Valentine, avec une personne inquiétante, surnommée « La Hyène ». Un peu à la manière du « cher Watson », Lucie est éblouie, fascinée et souvent frustrée par l'efficacité et aussi par la façon dont agit sa coéquipière, parfois de manière trop musclée. Le récit à la première personne (Lucie) est ponctué par des chapitres sur les autres personnages à la troisième personne : le père de Valentine, un écrivain qui avait « rédigé lui-même sa page Wikipédia » (p. 19), sa  belle-mère, « maxi-baffable » d’après Lucie (p. 107), Vanessa, sa mère, très belle, divorcée, Yacine, un cousin arabe  « super bien gaulé » (p. 294), entre autres, et l’ado recherchée, Valentine, qui « couchait avec le plus de monde possible, car elle pensait qu’on s’améliore au lit comme on s’améliore au piano, en pratiquant » (p. 281). Les enquêteuses partent à Barcelone à la recherche de la jeune disparue, et après quelques péripéties riches en rencontres de toutes sortes entre femmes, elles semblent résoudre leur affaire, jusqu'à une issue inattendue qui chamboule la fin du roman.

## Historique
Le roman reçoit le prix Trop Virilo le 2 novembre 2010 puis le prix Renaudot le 8 novembre 2010. Il fut également en lice dans la dernière sélection pour le prix Goncourt où il perd au premier tour de scrutin par sept voix contre deux face à La Carte et le Territoire de Michel Houellebecq.

## Résumé
Lucie Tolado, détective pour une agence privée, perd de vue Valentine Galtan, la petite-fille de sa cliente. Elle part à sa recherche à l’aide de la Hyène, elle aussi détective. François, père de Valentine, reçoit ensuite la visite d’Antonella , engagée par la Hyène pour récupérer des données informatiques, qu’il croit recevoir pour une entrevue de la presse. 
Pendant ce temps, Lucie et la Hyène en profitent pour interroger le personnel scolaire et les amis de Valentine ce qui les mène vers le groupe de musique PDTC. Lucie et la Hyène vont ensuite voir Rafik, informaticien pour l’agence, dans le but d’obtenir des renseignements sur les activités numériques de la famille Galtan. On découvre que Valentine n’a aucune activité sur le web ni portable depuis presque 3 mois et l’idée plausible qu’elle se soit sauvée pour éviter l’internement psychiatrique.
Les 2 coéquipières vont interroger les membres du PDTC à Bourges où elles apprennent qu’elle leur avait raconté avoir retrouvé des membres de sa famille maternelle. Les 2 femmes suivent cette nouvelle piste et finissent par interroger Yacine, son cousin, qui leur donne l’adresse de la mère de Valentine, Vanessa. 
Les deux détectives partent aussitôt vers Barcelone et interrogent plus tard Vanessa .Elles apprennent qu’elle a payé un séjour d’une semaine à Valentine à l’hôtel sans jamais informer la police. Lucie commence alors à développer une relation avec une des amies de la Hyène et cherche avec elle Valentine à l’aide d’une photo. 
Pendant ce temps, la Hyène part voir un son informateur Juan et obtient l’information selon laquelle Valentine aurait été aperçue en compagnie d’une sœur, Élisabeth. La Hyène rejoint cette dernière au couvent de Montserrat pour l’interroger. Élisabeth lui ment ; cette dernière a confié une mission secrète à Valentine, faire exploser le Palais-Royal à Paris.
Valentine apparait miraculeusement dans un bar, suit les 2 détectives, puis est ramenée à ses parents. 2 jours plus tard, elle se fait exploser à l’aide d’une bombe dissimulée dans son vagin au Palais-Royal lors de la remise d’un prix littéraire pour son père. La commotion engendrée retentit à l’international et Lucie part en cavale pour éviter une peine d’emprisonnement.

## Éditions
- Apocalypse Bébé, Grasset, 2010.  (ISBN 978-2246771715)
- Apocalypse Bébé, lu par Nadège Piton, roman audio, Audiolib, 2010.  (ISBN 2356412646)
- Apocalypse bébé, Le Livre de poche  (ISBN 9782253159711)